# Georges de Labruyère
Pour les articles homonymes, voir Labruyère.
Georges Joseph Poidebard de La Bruyère, né le 21 février 1856 à Paris 2e et mort le 23 mai 1920 à Savigny-sur-Orge, est un journaliste français, d'abord socialiste, il adhère au Boulangisme et devient pendant un temps homme politique.

## Biographie

### Carrière militaire
Labruyère est le fils de l’officier Joseph-Henri Poidebard de Labruyère, un officier, et d'Anna-Élisabeth Bouchardy, sœur du dramaturge Joseph Bouchardy.
Il aurait été le plus jeune soldat de France lors de la guerre franco-allemande de 1870. Il s'était en effet engagé à l'âge de quatorze ans dans un bataillon de marche et aurait pris part aux combats du Bourget, de Champigny et de Buzenval.
En 1873, il s'engagea dans un régiment de hussards, où il s'éleva au grade de sous-officier. Il rendit cependant bientôt ses galons pour servir dans les spahis en Algérie. Participant aux opérations de pacification des Aurès, il vécut quelques années dans cette colonie, notamment à Biskra, où il se maria. En 1881, il fera partager au public sa connaissance de l'Afrique du Nord dans une série de conférences menées en collaboration avec l'explorateur Louis Jean-Baptiste Say.

### Carrière journalistique et littéraire

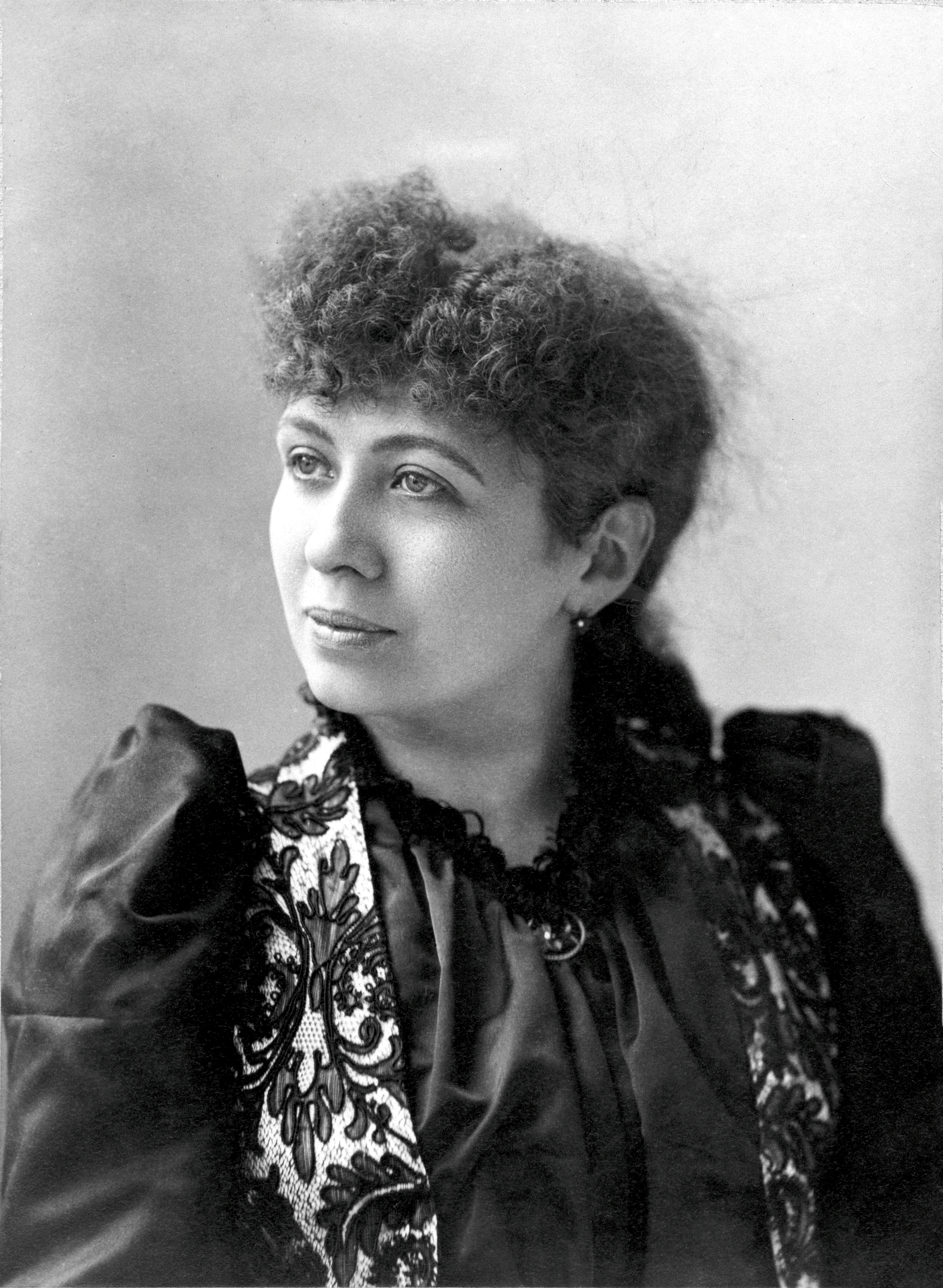
Séverine, collègue et compagne de Labruyère. Photo de Nadar.

En 1877, il démissionna de l'armée et s'installa à Paris, où il devint journaliste, signant ses articles Georges de Labruyère.
Il collabora à de nombreux journaux, tels que Le Voltaire (1881), La Réforme, L’Événement (où l'un de ses articles sur la colonisation de la Tunisie lui valut d'être condamné pour diffamation en 1881), La France agricole, politique et commerciale (dont il assura la direction politique), et L'Écho de Paris, avant d'entrer, en 1885, au Cri du peuple, un quotidien socialiste fondé par Jules Vallès et repris par Séverine.
Intimement lié à cette journaliste libertaire et féministe, Labruyère quitta pour elle son épouse (qui lui avait donné trois enfants) et partagea la plupart de ses combats politiques, du socialisme au boulangisme. La grande complicité qui existait dans ce couple de journalistes fit dire à certains que Séverine avait quelquefois signé des articles rédigés par Labruyère. Tous deux furent proches de l'antisémite Édouard Drumont, directeur de La Libre Parole.
Passant pour l'un des maîtres du genre du reportage, Labruyère fonda des titres tels que La Cocarde et La Jeune République et collabora au Matin (dont il fut le chef des informations).
Il écrivit également des romans historiques, comme Chantereine (paru en feuilleton puis édité en 1895 et adapté au théâtre en 1898), La Grande Aventure (Paris, Librairie Universelle, 1905, 346 p.), des feuilletons comme Madame Élias (publié dans Le Voltaire en 1881), Les Possédées de Paris, Le Coup d'État, L'Homme voilé et La Patrie en danger (publiés dans Le Matin en 1910, 1911-1912, 1921 et 1922), ainsi que des pièces de théâtre (Le Retour de l'Aigle, 1898). En 1882, il avait été en pourparlers avec Chabrillat pour racheter le théâtre de l'Ambigu.
Il aurait aussi coécrit les Mémoires du général André (1906).

### Duels
Maniant avec autant de plaisir la plume que le sabre, il prit part à plusieurs duels, le plus souvent contre des confrères ou contre d'autres personnalités offensées par certains de ses articles :
- Le 8 décembre 1885, lors d'une rencontre au Bois de Boulogne, il blessa à l'épaule Prosper-Olivier Lissagaray[7], qui s'était moqué de son nom de plume en y voyant la prétention infondée d'une parenté avec le moraliste Jean de La Bruyère : « Poidebard ? Il descend de la bruyère par les pipes[8] ! » ;
- Le 16 décembre 1885, au Vésinet, il est blessé au bras par Aurélien Scholl, qui avait pris part à la même polémique[9] ;
- Le 18 juin 1886, il affronta une première fois Gabriel Terrail (Mermeix), dont il avait critiqué La France socialiste[10] ;
- Le 20 août 1887, provoqué en duel par un officier de dragons, le lieutenant de Melville, il eut le poumon droit perforé, mais réussit à blesser grièvement son adversaire en lui perforant le poumon gauche[11] ;
- Le 17 octobre 1888, il blessa légèrement à la poitrine le député Camille Dreyfus à la Tour de Villebon, dans le bois de Meudon, où avait eu lieu la rencontre avec Melville[12] ;
- Le 7 septembre 1890 à Maisons-Laffitte, confronté une seconde fois à Mermeix (Séverine ayant traité ce dernier de « Judas » pour avoir accepté de révéler les coulisses du boulangisme en échange de la validation de son élection comme député[13]), Labruyère fut blessé à la main au moment même où le directeur de combat, Maxime Dreyfus, avait donné le commandement de halte, ce qui entraîna de vives contestations sur l'issue de la rencontre[14].

Souffrant de problèmes de santé depuis sa blessure au poumon de 1887, Labruyère faillit succomber à un anthrax compliqué d'embolies pulmonaires dès 1891 et, atteint d'une ostéite, dut subir une opération en juillet 1896. Il ne mourut cependant qu'en 1920, des suites d'une longue maladie[Laquelle ?] qui l'avait laissé paralytique dès 1915.

### Un boulangiste de gauche

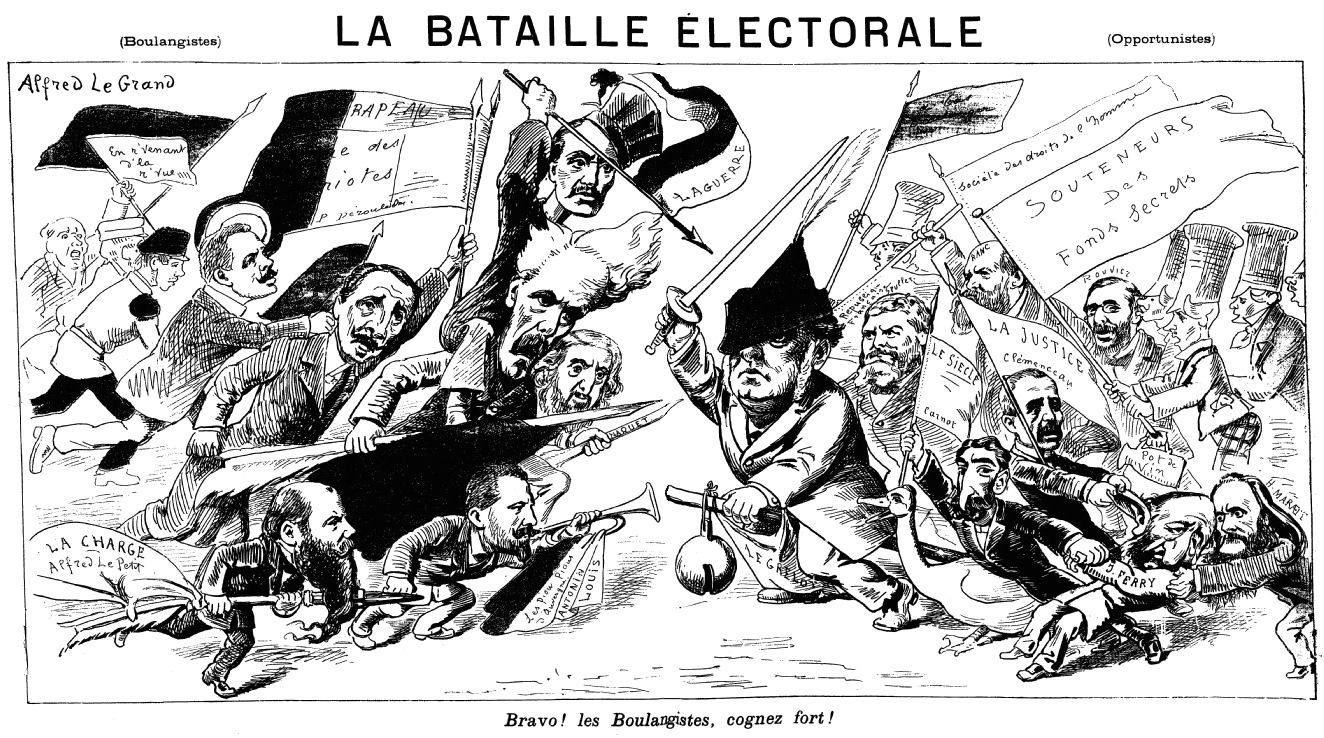
Caricature parue dans La Diane en 1888 : Labruyère, à gauche parmi les boulangistes, est ici auréolé de sa Cocarde.

En 1888, année où Séverine quitta Le Cri du peuple après un conflit qui l'opposait à Jules Guesde depuis plus d'un an, Georges de Labruyère fonda le premier journal boulangiste, La Cocarde (titre trouvé par Séverine), qui commença à paraître le 13 mars et tira bientôt à plus de 400 000 exemplaires. Ses bureaux se trouvaient au 142 de la rue Montmartre.

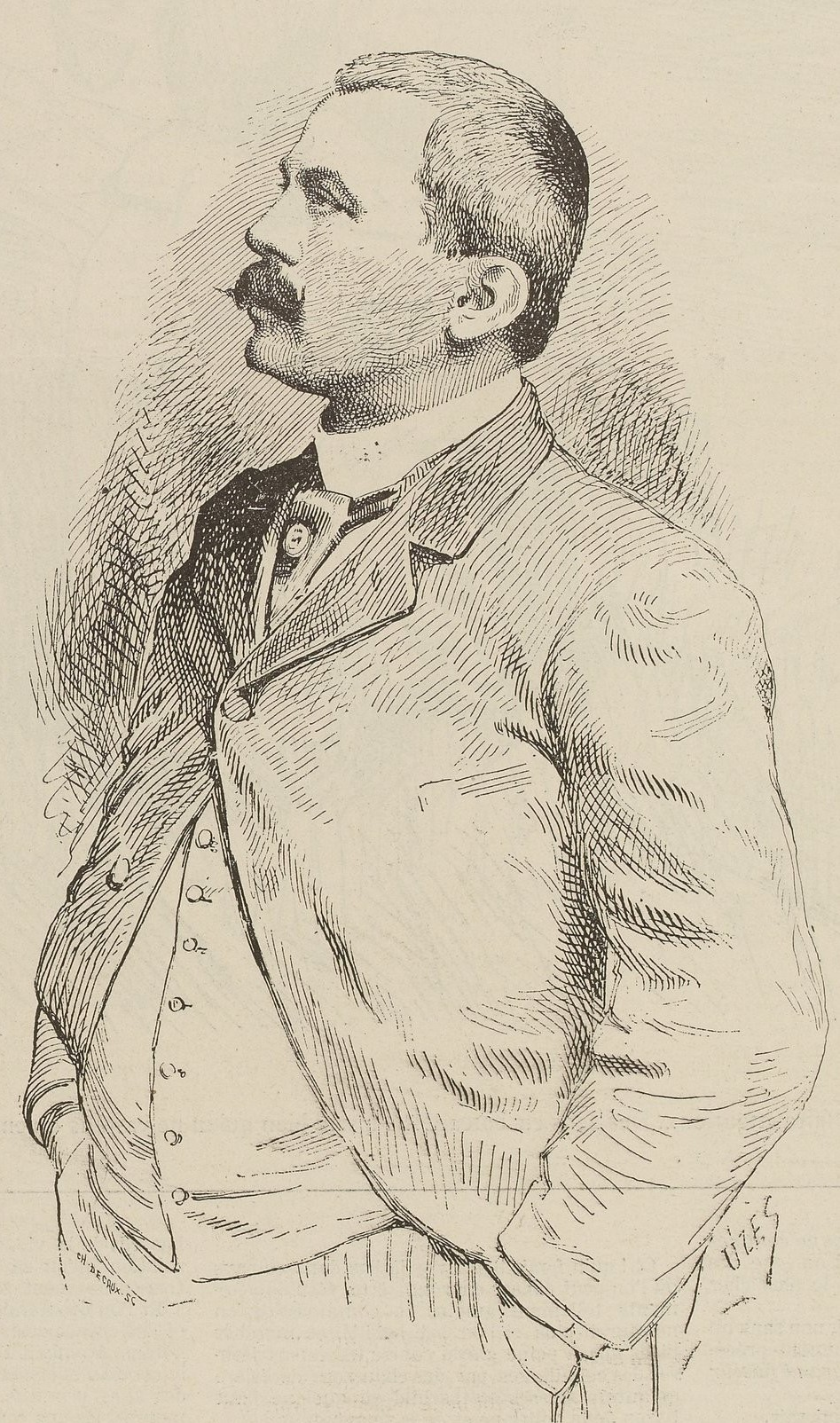
Georges de Labruyère en 1893.

En tant que rédacteur en chef, Labruyère y exprima le boulangisme de gauche, issu du blanquisme, qu'il partageait avec une partie des socialistes parisiens. Le manifeste autographe qu'il adressa en septembre à La Diane, un autre périodique dévoué au « général Revanche », témoigne de ce boulangisme socialiste :
"On sait aujourd'hui que ni les armées ni les peuples ne se nourrissent de gloire, et nous voulons que la gamelle soit aussi remplie que la giberne. Nous voulons que ceux qui combattent ou qui travaillent pour la République aient le pain et le gîte assurés, [...] et si nous avons les invalides pour les soldats, nous les voulons aussi pour les travailleurs. Il faut, en un mot, que notre cocarde s'attache sur des estomacs qui ne sonnent pas creux et sur des vêtements qui tiennent chaud à leur honneur".
Par la suite, Labruyère prit ses distances après la fuite de Boulanger à Bruxelles et, à la suite d'un changement de propriétaire, céda en mars 1889 la direction de La Cocarde - désormais financée par les monarchistes - aux nationalistes. Il resta néanmoins longtemps fidèle au parti de la révision constitutionnelle et demeura partisan de l'élection du président de la république au suffrage universel. C'est avec ces mêmes idées qu'il se présenta aux élections législatives de 1893, dans la première circonscription du 8e arrondissement de Paris, sous les étiquettes de « républicain révisionniste » et de « républicain antiparlementaire et socialiste indépendant ». Malgré le soutien d'un comité surtout composé d'ouvriers de la gare de l'Ouest, il n'obtint que 722 voix, très loin derrière le conservateur Denys Cochin, le républicain Frédéric Passy et le bonapartiste Paul Chassaigne-Goyon.

### Implication dans l'affaire Padlewski (1890-1891)

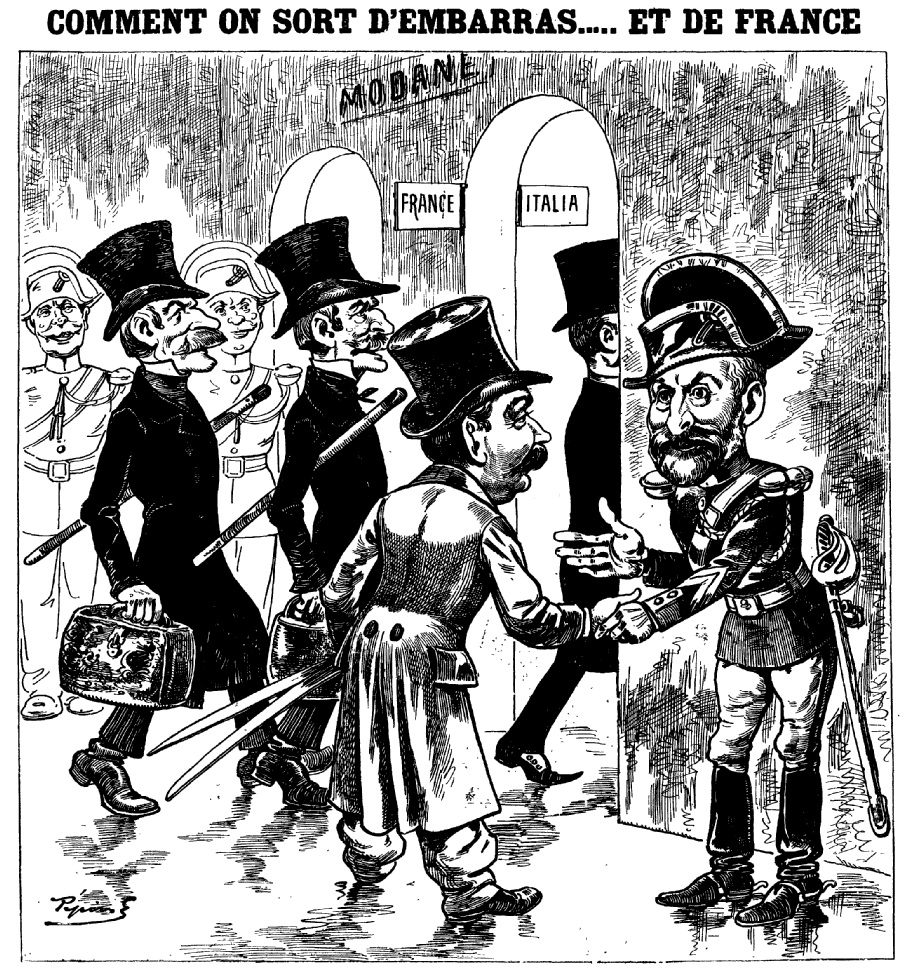
Caricature de Pépin pour Le Grelot. Pépin souligne l'aveuglement – ou, comme Goron, la complicité – du gouvernement français : représenté en douanier, le ministre de l'Intérieur Constans serre la main de Labruyère pendant que Padlewski franchit la frontière.

Le 18 novembre 1890, un révolutionnaire d'origine polonaise, Stanislas Padlewski, assassina le général Seliverstov, ancien chef de la police secrète russe, que les nihilistes réfugiés en France accusaient d'avoir organisé la rafle de plusieurs de leurs camarades. Après avoir fui le lieu du crime, Padlewski trouva refuge chez l'épouse du journaliste socialiste Antoine Duc-Quercy, ancien rédacteur au Cri du peuple et rédacteur en chef du Radical Algérien. L'assassin de Seliverstov fut ensuite confié à Fernand Grégoire, ancien secrétaire de la rédaction du Radical Algérien.
Labruyère fut bientôt mis dans la confidence. Bien qu'il réprouvât l'acte de Padlewski et l'action individuelle en général, il fut convaincu par Séverine que le militant nihiliste avait surtout fait « acte de Justice ». Il accepta alors d'organiser son exfiltration. Sous couvert d'un duel au Tyrol, Labruyère fit passer Padlewski pour son médecin, un certain « docteur Wolff », et l'accompagna jusqu'à Trieste, où le fugitif s'embarqua pour Palerme, Malte, Gibraltar puis l'Amérique. Labruyère lui donna un de ses pistolets, arme que Padlewski devait retourner plus tard contre lui-même dans un moment de désespoir.
Selon Marie-François Goron, chef de la Sûreté parisienne au moment des faits, le gouvernement français aurait peut-être fermé les yeux sur la fuite de Padlewski. En effet, si ce dernier avait été arrêté et jugé pour son crime, le jury aurait pu se montrer trop clément envers l'idéaliste, ce qui aurait entraîné des tensions diplomatiques dommageables au rapprochement franco-russe qui s'esquissait alors.
À son retour, Labruyère publia dans L’Éclair du 12 décembre un reportage sensationnel intitulé « Comment j'ai fait évader Padlewski ». Poursuivis pour recel de criminel, Labruyère et Mme Duc-Quercy furent arrêtés par Goron et condamnés respectivement à treize mois de prison et à deux mois avec circonstances atténuantes. Encore en Italie au moment du procès, Grégoire fut condamné par défaut (alors qu'il avait annoncé par télégraphe sa reddition) à huit mois.
Le journaliste fit appel et, en janvier 1891, il fut acquitté à la faveur de doutes sur l'identité réelle du pseudo-docteur Wolff : ce dernier n'aurait été qu'un leurre destiné à faciliter l'exfiltration, par M. Grégoire, du véritable Padlewski.
Labruyère considérait que « ce n'est pas le rôle d'un journaliste de se faire le dénonciateur de qui que ce soit, même d'un coupable ». Ainsi, après avoir enquêté sur le meurtre, en décembre 1891, de la baronne Dellard, il aurait découvert l'identité de l'assassin avant la police mais se serait gardé de la révéler avant l'arrestation de celui-ci, un officier nommé Louis Anastay (1866-1892).

### Implication dans l'affaire Max Lebaudy (1895-1896)

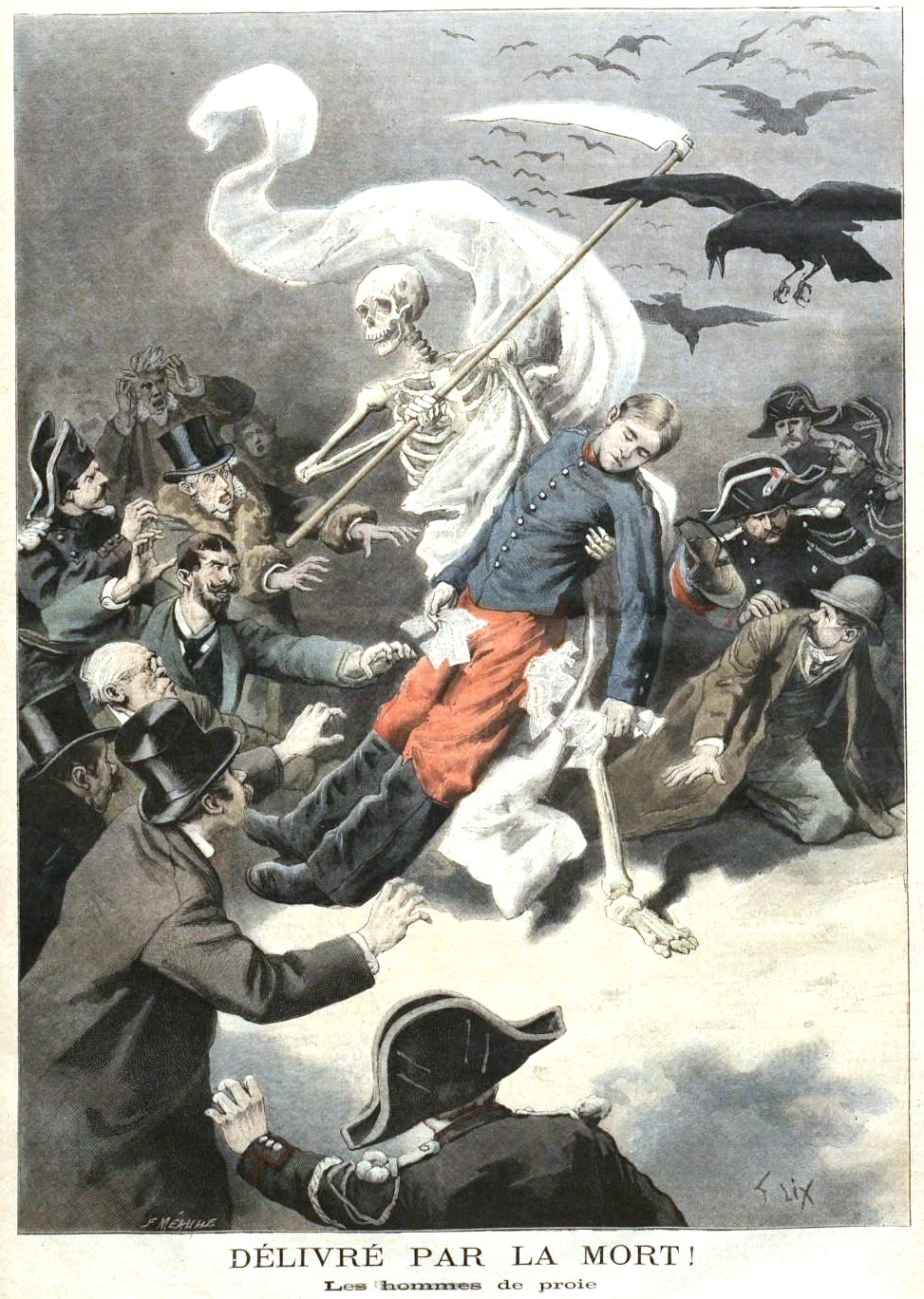
Dessin de Frédéric Lix pour le supplément illustré du Petit Journal blâmant les « hommes de proie » poursuivis pour avoir profité de la faiblesse morale et des prodigalités du jeune homme.

En septembre 1894, Séverine avait signé une attaque très sévère contre un jeune héritier qu'elle jugeait gaspilleur et tapageur, Max Lebaudy, auquel elle reprochait d'« organiser des corridas » (en réalité des chasses à courre) dans sa propriété de Maisons-Laffitte, activité qu'elle trouvait cruelle. Max descendait d'une lignée d'industriels sucriers et banquiers remontant à Napoléon et sa fortune était estimée à 30 millions de francs.
Peu de temps après, Max Lebaudy dut effectuer son service militaire. Il déclara cependant souffrir de problèmes de santé et formula en 1895 une demande de congé de convalescence. Restée sur sa défiance initiale envers le jeune homme, Séverine rédigea en juillet de nouveaux articles dans La Libre Parole, dirigée par Édouard Drumont, pour s'indigner d'un éventuel passe-droit ainsi que des sommes colossales et des procédés douteux (comme l'achat des crachats d'une phtisique, ce qui n'était qu'une rumeur) mis en œuvre pour arriver à ce résultat. La polémique fut bientôt relayée par d'autres journalistes dans leurs colonnes respectives. Approché par un intermédiaire, Labruyère accepta d'essayer de convaincre Séverine de faire cesser cette campagne, mais la journaliste refusa. Max Lebaudy, que le conseil de réforme avait maintenu sous les drapeaux, mourut peu de temps après, le 24 décembre 1895, à l'hôpital militaire d'Amélie-les-Bains : l'affaire fit scandale car le jeune homme, auparavant dénoncé par certains comme un riche simulateur sans patriotisme ni scrupule, était désormais considéré par d'autres comme un martyr de l'armée et comme un adolescent manipulé et exploité par de cupides commensaux.
Lors du procès intenté en mars 1896 contre sept intermédiaires, qui auraient tenté de tirer profit de Max, on trouve Labruyère : il fut accusé d'avoir demandé de l'argent en échange de son intercession auprès de Séverine, ce qui revenait à du chantage et à une forme d'extorsion. Il fut cependant acquitté, contrairement à celui qui avait tenté de mouiller Labruyère, Lionel de Cesti, un aventurier dont Lebaudy avait fait son homme de confiance et qui lui avait présenté Louis Alfred Balensi, un banquier : quand la justice perquisitionna à la banque en mai 1896, la fortune de Max avait disparu, ainsi que le banquier.